# ميكيلي غريني
ميكيلي غريني (بالإنجليزية: Michele Greene)‏ هي ممثلة أمريكية، ولدت في 3 فبراير 1962 في الولايات المتحدة.

## أعمال

### مسلسلات
- الإخوة والأخوات
- موردر

## وصلات خارجية
- ميكيلي غريني على موقع IMDb (الإنجليزية)
- ميكيلي غريني على موقع ألو سيني (الفرنسية)
- ميكيلي غريني على موقع ميوزك برينز (الإنجليزية)
- ميكيلي غريني على موقع أول موفي (الإنجليزية)
- ميكيلي غريني على موقع قاعدة بيانات الأفلام السويدية (السويدية)
- ميكيلي غريني على موقع إن إن دي بي (الإنجليزية)
- ميكيلي غريني على موقع ديسكوغز (الإنجليزية)
- ميكيلي غريني على موقع قاعدة بيانات الفيلم (الإنجليزية)
- ميكيلي غريني على موقع كينوبويسك (الروسية)